# Женская сборная Ирана по кабадди
Женская национальная сборная Ирана по кабадди — представляет Иран на международных соревнованиях по кабадди. Управляющей организацией выступает Федерация кабадди Ирана (англ. Kabaddi Federation of I.R.Iran).

## Результаты выступлений

### Азиатские игры
| Год  | Победы | Ничьи | Поражения | Место |
| ---- | ------ | ----- | --------- | ----- |
| 2010 | 2      | 0     | 2         | 3     |
| 2014 | 4      | 0     | 1         | 2     |
| 2018 | 4      | 0     | 1         | 1     |